# Gabriel Luśnia
Gabriel Luśnia (ur. ok. 1510 r. w Bydgoszczy – zm. 1571 w Wenecji) – bernardyn, gwardian, prowincjał.
Był gwardianem konwentu w Bydgoszczy. Za jego gwardianatu ukończono w 1557 r. budowę murowanego kościoła bernardynów w Bydgoszczy (drewniane zabudowania klasztoru spaliły się w 1545 r.) W latach 1558–1561 był prowincjałem prowincji bernardyńskiej w Polsce. Jako prowincjał uczestniczył w 1559 r. w kapitule generalnej w Aquili we Włoszech. W czasie swego prowincjalstwa ofiarował kilka książek bibliotece bernardynów bydgoskich, w tym dzieło Angela de Clavasio „Summa angelica”.
Później sprawował urząd kustosza poznańskiego (1561–1564), lwowskiego (1566–1567) i krakowskiego (1570–1571). W 1571 r. jako kustosz kustoszy wyjechał na kapitułę generalną do Rzymu. Wracając z niej, zmarł w Wenecji 2 lipca 1571 r.